# Біт-Аґуші
36°28′21″ пн. ш. 37°05′41″ сх. д. / 36.4725° пн. ш. 37.094722222222° сх. д.
Біт-Аґуші або Біт-Аґусі (Біт-Агуші, Біт-Агусі, Бет-Аґус, Бет-Агус) — це стародавня арамейська сиро-хетська держава, заснована Ґуші з Яхану на початку 9 століття до Р.Х. Включала міста Арпад, Нампіґі й пізніше Алеппо. Арпад був столицею цього царства. Біт-Аґуші простягалася від регіону Азаз на півночі й до Хами на півдні.

## Занепад
Арпад згодом став великим містом-васалом царства Урарту. У 743 р. до Р.Х. в урартсько-ассирійській війні новоассирійський цар Тіглатпаласар III обложив Арпад після поразки урартської армії Сардурі II в Самсаті. Але місто Арпад не здалося так легко. Тіглатпаласару знадобилося три роки облоги, щоби захопити Арпад, після чого він вирізав мешканців і зруйнував місто. Після цього Арпад був столицею провінції. Залишки стін Арпаду висотою до 8 метрів досі збереглися в Телль-Ріфаат. Коаліція правителів, які були союзниками міста, теж була переможена, включаючи з царями Куммуха, Ку’е, Каркемиша та Ґурґума. Після руйнування Біт-Аґуші більше повноцінно не заселявся.